# 酒井伸和
酒井伸和（1971年—）是日本的PC游戏品牌minori的制作人。缩写是“nbkz”。2007年4月成为minori的首席执行官。曾在室兰工业大学研究生院专攻应用化学。

## 简介
主要担任游戏的制作人、导演、原作和主题曲的作词。曾参与《Fate/stay night》的制作。会参加Comic Market等同人志即卖会。